# لوکا تسکونی
لوکا تسکونی (انگلیسی: Luca Tesconi؛ زادهٔ ۳ ژانویهٔ ۱۹۸۲) تیرانداز اهل ایتالیا است.
وی در مسابقات کشوری و بین‌المللی در مجموع برندهٔ ۱ مدال نقره شده‌است.